# Pianjy

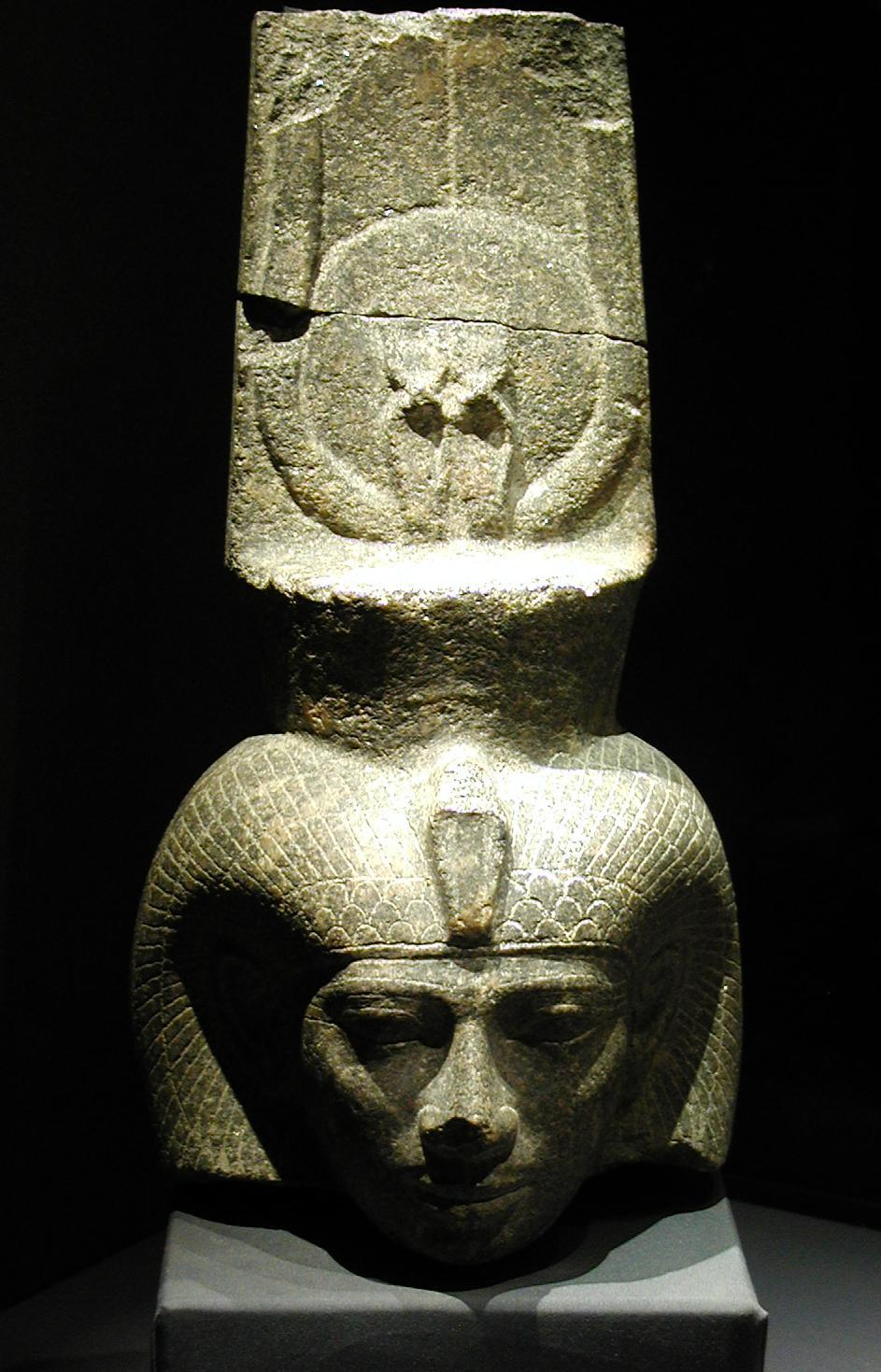
Imagen de Shepenupet II, Divina adoratriz de Amón, la hija de Pianjy.

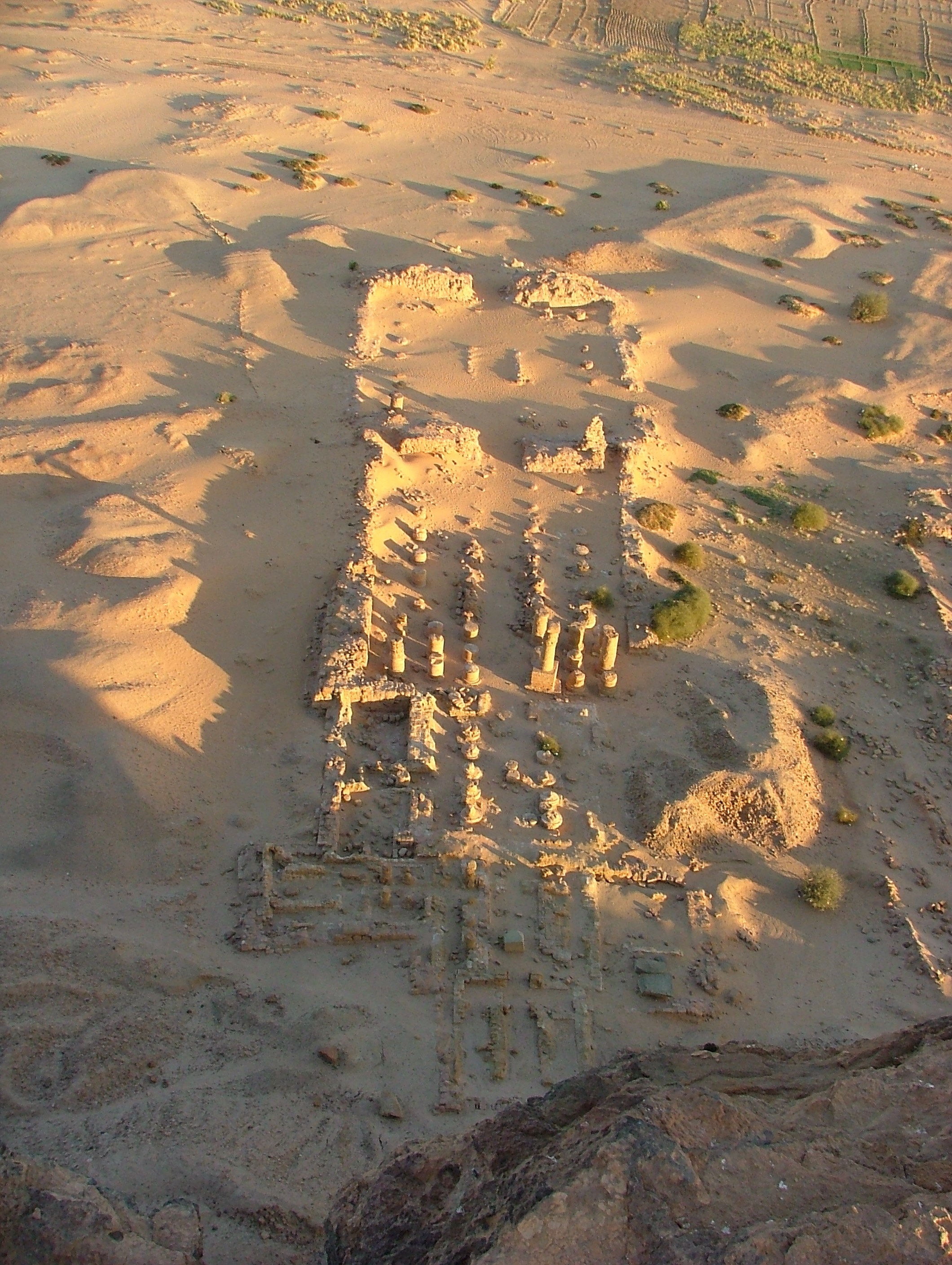
Ruinas del templo de Gebel Barkal.

Menjeperra Pianjy, también denominado Piye, fue un rey Kushita, el fundador de la dinastía XXV de Egipto que gobernó desde la ciudad de Napata, en Kush, de ca. 747 a 716 a. C. durante el Tercer periodo intermedio de Egipto.

## Biografía
La conquista de Egipto
Pianjy, gobernante de Kush, se aprovechó de las contiendas entre los gobernantes de Egipto para ampliar el poder Kushita más allá de Tebas, en Egipto central. Como reacción contra la creciente influencia Kushita en el Alto Egipto, Tefnajt, gobernante de Sais, constituyó una coalición entre los reyes locales de la región de Delta y convenció al aliado nominal de Pianjy, el rey Nimlot III de Hermópolis, a desertar y pasar a su bando. 
Tefnajt mandó entonces al sur al ejército de la coalición y sitió Heracleópolis, donde su rey Peftyaubast y los mandatarios locales de Kush apelaron a Pianjy en su ayuda. Pianjy reaccionó rápidamente ante este conflicto (en su 20.º año) reuniendo un ejército para invadir el Medio y Bajo Egipto. Visitó Tebas en época de la gran Fiesta de Opet lo que demuestra que controlaba realmente, por esta época, el Alto Egipto. 
Pianjy después marchó al norte y logró la completa victoria en Heracleópolis, conquistando las ciudades de Hermópolis y Menfis entre otras, y recibió la sumisión de los reyes del Bajo Egipto inclusive de Iuput II, de Leontópolis, Osorcón IV de Tanis y su anterior aliado, Nimlot de Hermópolis, ciudad que cayó ante el rey de Kush después de sitiarla durante cinco meses. 
La crónica de sus proezas militares está grabada en la estela de la Victoria, en Gebel Barkal. 
Tefnajt tomó refugio en una isla en el Delta y se declaró vencido mediante una carta, pero se negó a rendir homenaje personalmente al gobernante Kushita. 
Pianjy navegó hacia el sur, desde Tebas, y volvió a su patria, Kush, para nunca volver ya a Egipto. A pesar de la campaña triunfante de Pianjy en el Delta, su autoridad sólo se extendió hacia el norte de Tebas, hasta la región occidental de los oasis del desierto, y Heracleópolis donde Peftyaubast gobernó como rey vasallo de Kush. Los reyes locales del Bajo Egipto, fundamentalmente Tefnajt, quedaban libres para hacer lo que ellos quisieron sin el control de Pianjy. 
Fue Shabako, el sucesor de Pianjy, quien posteriormente rectificó esta poco satisfactoria situación atacando Sais y derrotando al sucesor de Tefnajt, Bakenrenef. 

## Titulatura
| Titulatura | Jeroglífico | Transliteración (transcripción) - traducción - (referencias) |

| G5 |

| G5 |

| F36 | N16 · N16 |

| F36 | N16 · N16 |

| F36 | N16 · N16 |

| F36 | N16 · N16 |

| G5 |

| G5 |

| F36 | N16 · N16 |

| F36 | N16 · N16 |

| F36 | N16 · N16 |

| F36 | N16 · N16 |

| G16 |

| G16 |

| F31 | U25 |

| F31 | U25 |

| G16 |

| G16 |

| F31 | U25 |

| F31 | U25 |

| G8 |

| G8 |

| O34 · I1 | N29 · N35 | W24 | w | A1 | Z3 |

| O34 · I1 | N29 · N35 | W24 | w | A1 | Z3 |

| G8 |

| G8 |

| O34 · I1 | N29 · N35 | W24 | w | A1 | Z3 |

| O34 · I1 | N29 · N35 | W24 | w | A1 | Z3 |

| N5 | mn | L1 |

| N5 | mn | L1 |

| N5 | mn | L1 |

| N5 | mn | L1 |

| N5 | mn | L1 |

| N5 | mn | L1 |

| N5 | mn | L1 |

| N5 | mn | L1 |

| N5 | mn | L1 |

| N5 | mn | L1 |

| N5 | mn | L1 |

| N5 | mn | L1 |

| N5 | mn | L1 |

| N5 | mn | L1 |

| N5 | mn | L1 |

| N5 | mn | L1 |

| p | i | i |

| p | i | i |

| p | i | i |

| p | i | i |

| p | i | i |

| p | i | i |

| p | i | i |

| p | i | i |

| p | i | i |

| p | i | i |

| p | i | i |

| p | i | i |

| p | i | i |

| p | i | i |

| p | i | i |

| p | i | i |

| p | S34 | i | i |

| p | S34 | i | i |

| p | S34 | i | i |

| p | S34 | i | i |

| p | S34 | i | i |

| p | S34 | i | i |

| p | S34 | i | i |

| p | S34 | i | i |

| p | S34 | i | i |

| p | S34 | i | i |

| p | S34 | i | i |

| p | S34 | i | i |

| p | S34 | i | i |

| p | S34 | i | i |

| p | S34 | i | i |

| p | S34 | i | i |